# Portrait de Jean II le Bon
Le portrait de Jean II le Bon est un tableau anonyme de 60 × 44,5 cm. Il appartient au département des Estampes et de la Photographie de la Bibliothèque nationale de France et se trouve en dépôt au département des peintures du Musée du Louvre. Cette peinture « sur le vif » représente le duc de Normandie Jean, sacré roi de France sous le nom de Jean II le Bon en 1350. Jean est de profil, sur un fond entièrement doré. Ce portrait est l'un des premiers portraits peints modernes. 

## Éléments historiques
Jean II, dit « le Bon » (1319-1364) fut duc de Normandie en 1332, puis roi de France de 1350 à sa mort. Ce tableau, qui le représente sans couronne, laisse supposer qu'il fut peint avant son accession au trône en 1350. Cependant l'inscription en caractères gothiques « JEHAN ROY DE FRANCE », qui figure au-dessus de lui, semble invalider cette hypothèse. Le peintre faisait peut-être partie de la suite accompagnant le duc de Normandie lors d'une visite rendue au pape en 1349. Le peintre pouvait aussi faire partie de la cour avignonnaise de Clément VI qui attira auprès de lui de nombreux artistes italiens. 
Selon Jean Desternes, le peintre pourrait être Girard d'Orléans. Il aurait exécuté le tableau lors de la captivité du roi à Londres. 
Le tableau appartient à la fin du XVIIe siècle au collectionneur Roger de Gaignières, dont la collection entre à la Bibliothèque royale en 1716. Il appartient toujours au Département des Estampes et de la Photographie de la Bibliothèque nationale de France de la BnF et a été mis en dépôt au musée du Louvre en 1925.

## Analyse
Cette œuvre est le premier portrait individuel réaliste conservé, ce qui lui confère un caractère exceptionnel. Le roi semble peint avec un souci de caractérisation physique et un désir d'expressivité remarquables. De fait, dès le début du XIVe siècle, de nombreux peintres italiens commencèrent à s'intéresser au rendu fidèle et réaliste de la figure humaine. Selon Bernard Dorival cette effigie est un prélude à celles que peindra Jean Fouquet et elle atteste de la persistance de l'esprit monumental dans l'art parisien. 
Si la formule classique est employée au travers de la vue de profil du modèle, l'artiste a pourtant un désir d'expressivité. En effet, l'artiste caractérise physiquement Jean II le Bon d'après sa description : des cheveux longs, une barbe, des sourcils broussailleux, une lourde paupière, des yeux globuleux, une mâchoire pesante. Cette caractérisation du roi passe aussi par son costume : une robe de bure noire (rappelant son rôle de clerc ; il est le chef de l'Église en France).